# Mimas (satelit)
Mimas /'mi.mas/, denumit și Saturn I, este un satelit al lui Saturn care a fost descoperit în 1789 de William Herschel. Este numit după Mimas, un fiu al lui Geea în mitologia greacă.
Cu un diametru de 396 kilometri (246 mi), este cel mai mic corp ceresc despre care se știe că este încă rotunjit din cauza propriei gravitații. Cu toate acestea, Mimas nu este de fapt în echilibru hidrostatic pentru rotația sa actuală.

## Descoperire

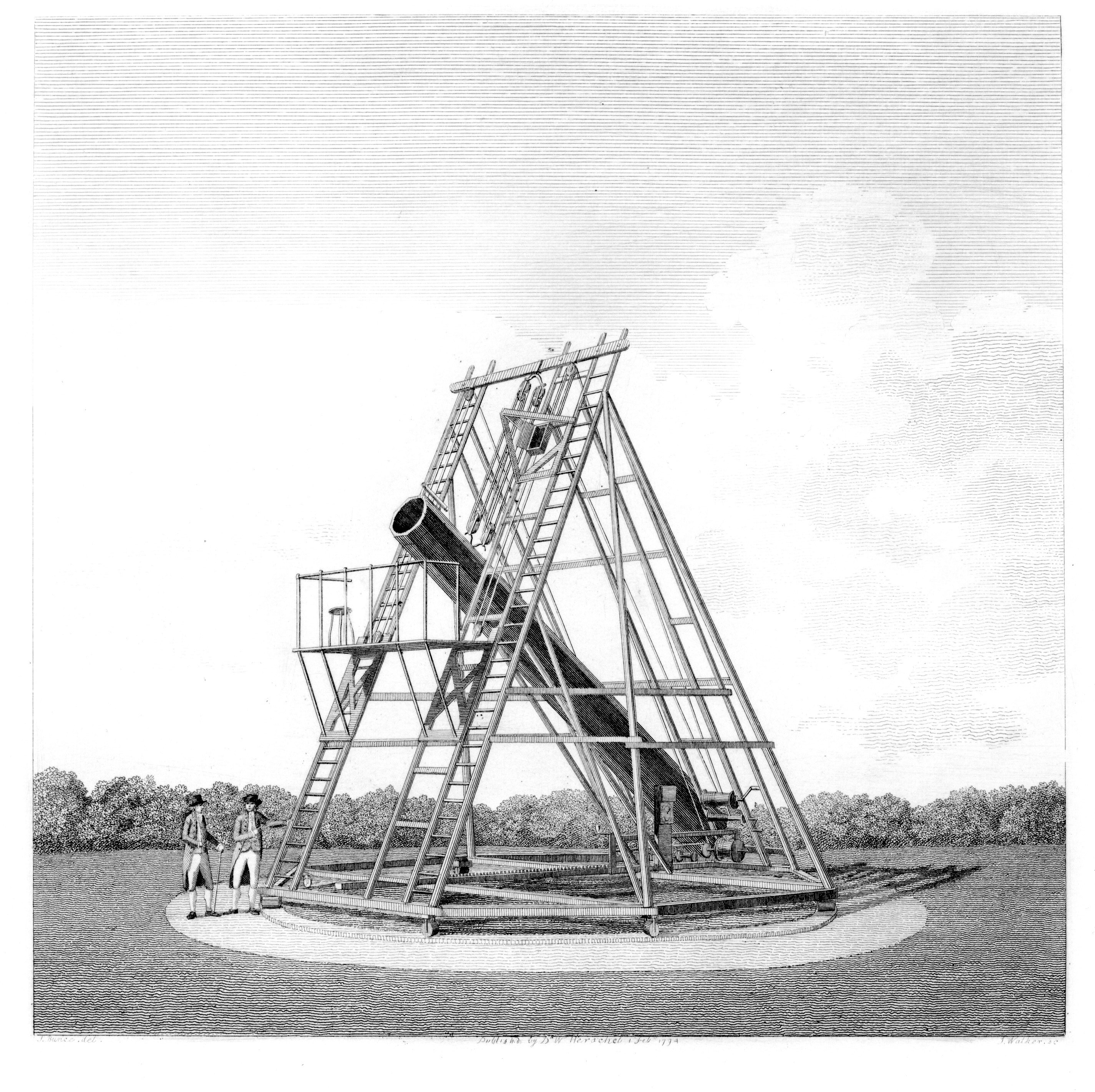
Operă de artă care înfățișează telescopul de descoperire a lui Mimas

Mimas a fost descoperit de astronomul William Herschel pe 17 septembrie 1789. El și-a consemnat descoperirea după cum urmează: „Mi-am continuat observațiile în mod constant, ori de câte ori vremea mi-a permis; și marea lumină a speculumului de patruzeci de picioare era acum atât de folositoare, încât și eu, pe 17 septembrie, am detectat al șaptelea satelit, când era la cea mai mare elongație anterioară.” 
Telescopul de 40 de picioare era un telescop reflector cu o oglindă din metal construit de Herschel, cu o aparatură cu o deschidere de 120 cm. Cele 40 de picioare se referă la lungimea focalizării, nu la diametrul deschiderii, așa cum este mai comun la telescoapele moderne.

## Nume
Mimas este numit după unul dintre Giganții din mitologia greacă, Mimas. Numele tuturor celor șapte sateliți cunoscuți atunci ai lui Saturn, inclusiv Mimas, au fost sugerate de fiul lui William Herschel, John, în publicația sa din 1847 Results of Astronomical Observations made at the Cape of Good Hope.   Saturn (echivalentul roman al lui Cronos în mitologia greacă) a fost conducătorul titanilor, generația dinaintea zeilor și conducătorul lumii pentru ceva timp. Giganții au fost generația următoare și fiecare grup a luptat o mare bătălie împotriva zeilor.
Pronunția obișnuită în engleză a numelui este /ˈmaɪməs/,  deși unii oameni încearcă o pronunție mai „autentică”, /ˈmiːməs/.
Rădăcina greacă și latină a numelui este Mimant-,  și astfel forma adjectivală este Mimantean  sau Mimantian,  pronunțate /mi.man'te̯an/. 

## Caracteristici fizice

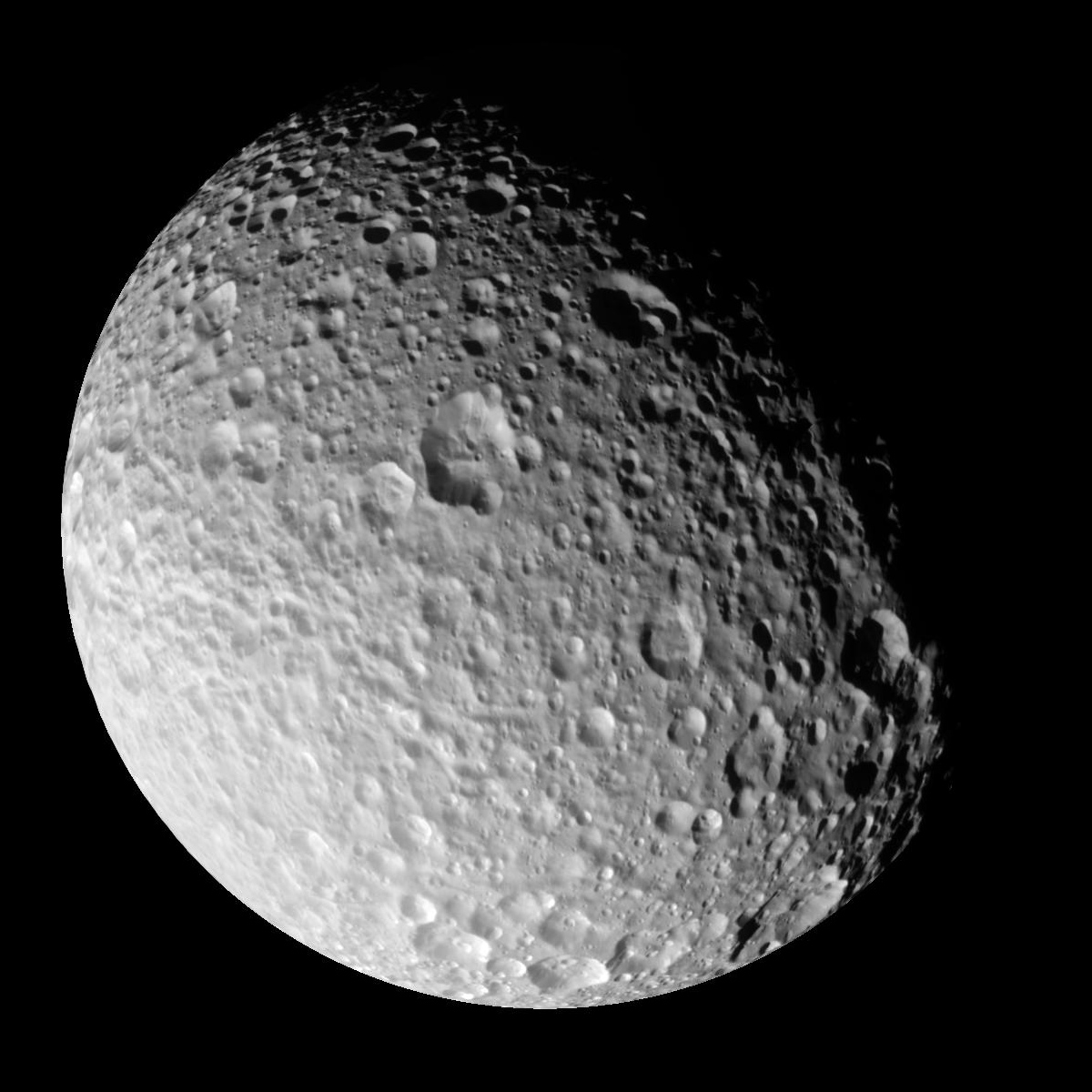
Vedere Cassini a emisferei posterioare a lui Mimas, arătând cratere de până la 6 km adâncime și chasmata (șanțuri) de 1 km adâncime. Craterul mare din apropierea centrului este Morgan; Arthur este aproape de mardine la drepta jos. Pelion Chasma este ușor vizibil ca un șanț orizontal la stânga lui Arthur și sub Morgan.

Suprafața lui Mimas este puțin mai mică decât suprafața Spaniei sau a Californiei. Densitatea scăzută a lui Mimas, 1,15 g/ cm3, indică faptul că este compus în mare parte din gheață cu doar o cantitate mică de rocă. Datorită forțelor mareice care acționează asupra lui, Mimas este vizibil prolat; axa sa cea mai lungă este cu aproximativ 10% mai lungă decât cea mai scurtă. Forma elipsoidală a lui Mimas este vizibilă în special în unele imagini recente de la sonda Cassini. Cea mai distinctivă formă de relief a lui Mimas este un crater uriaș de 130 kilometri (81 mi), numit Herschel după descoperitorul lui Mimas. Diametrul lui Herschel este aproape o treime din diametrul lui Mimas; pereții lui au aproximativ 5 kilometri (3 mi) înălțime, părți ale fundlui au 10 kilometri (6 mi) adâncime, iar vârful său central se ridică la 6 kilometri (4 mi) deasupra fundului craterului. Dacă ar exista un crater de o proporție echivalentă pe Pământ (în dimensiune relativă), acesta ar fi peste 4.000 kilometri (2.500 mi) în diametru, mai lat decât Australia. Impactul care a creat acest crater trebuie să-l fi spulberat pe Mimas: suprafața antipodă față de (opusă pe glob) Herschel este foarte perturbată, ceea ce indică faptul că undele de șoc create de impactul Herschel s-au propagat prin întreagul satelit. 
Suprafața mimanteană este saturată cu cratere mai mici, dar niciunul nu se apropie de dimensiunea lui Herschel. Deși Mimas este puternic craterizat, craterizarea nu este uniformă. Cea mai mare parte a suprafeței este acoperită cu cratere mai mari de 40 kilometri (25 mi) în diametru, dar în regiunea polară de sud, în general nu există cratere mai mari de 20 kilometri (12 mi) în diametru.
Trei tipuri de forme de relief sunt recunoscute oficial pe Mimas: cratere, chasmata (șanțuri) și catenae (lanțuri de cratere).

## Rezonanțe orbitale
O serie de caracteristici ale inelelor lui Saturn sunt legate de rezonanțe cu Mimas. Mimas este responsabil pentru curățarea materialului din Diviziunea Cassini, golul dintre cele mai largi inele ale lui Saturn, Inelul A și Inelul B. Particulele din Golul Huygens de la marginea interioară a diviziunii Cassini sunt într-o rezonanță orbitală de 2:1 cu Mimas. Ele orbitează de două ori pentru fiecare orbită a lui Mimas. Tragerile repetate ale lui Mimas asupra particulelor diviziunii Cassini, întotdeauna în aceeași direcție în spațiu, le forțează pe noi orbite în afara golului. Granița dintre inelele C și B este într-o rezonanță de 3:1 cu Mimas. Recent, inelul G a fost descoperit a fi într-o rezonanță de excentricitate de corotație de 7:6  cu Mimas; marginea interioară a inelului este la aproximativ 15.000 kilometri (9.300 mi) în interiorul orbitei lui Mimas.
Mimas este, de asemenea, într-o rezonanță de 2:1 cu satelitul mai mare Tethys și într-o rezonanță de 2:3 cu satelitul minor păstor exterior al Inelului F, Pandora. Un satelit coorbital cu Mimas a fost raportat de Stephen P. Synnott și de Richard J. Terrile în 1982, dar nu a fost niciodată confirmat.  

## Librație anormală
În 2014, cercetătorii au observat că mișcarea librațională a lui Mimas are o componentă care nu poate fi explicată doar prin orbita sa și au concluzionat că se datorează fie unui interior care nu se află în echilibru hidrostatic (un nucleu alungit), fie unui ocean intern.  Cu toate acestea, în 2017 s-a ajuns la concluzia că prezența unui ocean în interiorul lui Mimas ar fi dus la tensiuni mareice de suprafață comparabile sau mai mari decât cele de pe Europa activă tectonic. Astfel, lipsa dovezilor pentru crăparea suprafeței sau alte activități tectonice pe Mimas pledează împotriva prezenței unui astfel de ocean; întrucât formarea unui nucleu ar fi produs și un ocean și, prin urmare, tensiunile mareice inexistente, această posibilitate este, de asemenea, puțin probabilă.  Prezența unei anomalii de masă asimetrice asociată cu craterul Herschel a fost considerată a fi o explicație mai probabilă pentru librație. 
În 2022, oamenii de știință de la Southwest Research Institute au identificat un model de încălzire mareică pentru Mimas, care a produs un ocean intern fără fisuri de suprafață sau tensiuni mareice vizibile. Prezența unui ocean intern ascuns de o scoarță stabilă de gheață cu o grosime cuprinsă între 24 și 31 km sa dovedit a se potrivi cu caracteristicile vizuale și libraționale ale lui Mimas, așa cum le-a observat Cassini.  Vor fi necesare măsurători continue ale fluxului de căldură de suprafață al lui Mimas pentru a confirma această ipoteză. 

## Explorare
Pioneer 11 a zburat pe lângă Saturn în 1979, iar cea mai mare apropiere de Mimas a fost de 104.263 km pe 1 septembrie 1979.  Voyager 1 a zburat pe lângă în 1980, iar Voyager 2 în 1981.
Mimas a fost fotografiat de mai multe ori de sonda spațială Cassini, care a intrat pe orbită în jurul lui Saturn în 2004. Un zbor apropiat a avut loc pe 13 februarie 2010, când Cassini a trecut pe lângă Mimas la 9.500 kilometri (5.900 mi) distanță.

## În cultura populară
Când este văzut din anumite unghiuri, Mimas seamănă cu Steaua Morții, o stație spațială fictivă și o super-armă cunoscută din filmul din 1977 Star Wars. Herschel seamănă cu discul concav al „superlaserului” Stelei Morții. Acest lucru este o coincidență, deoarece filmul a fost făcut cu aproape trei ani înainte ca Mimas să fie văzut suficient de bine pentru a se vedea craterul. 
În 2010, NASA a dezvăluit o hartă de temperatură a lui Mimas, folosind imagini obținute de Cassini. Cele mai calde regiuni, care se află de-a lungul unei margini a lui Mimas, creează o formă similară cu personajul jocului video Pac-Man, Craterul Herschel asumând rolul unui „punct comestibil” sau "power pellet" cunoscut din jocul Pac-Man.   

## Galerie

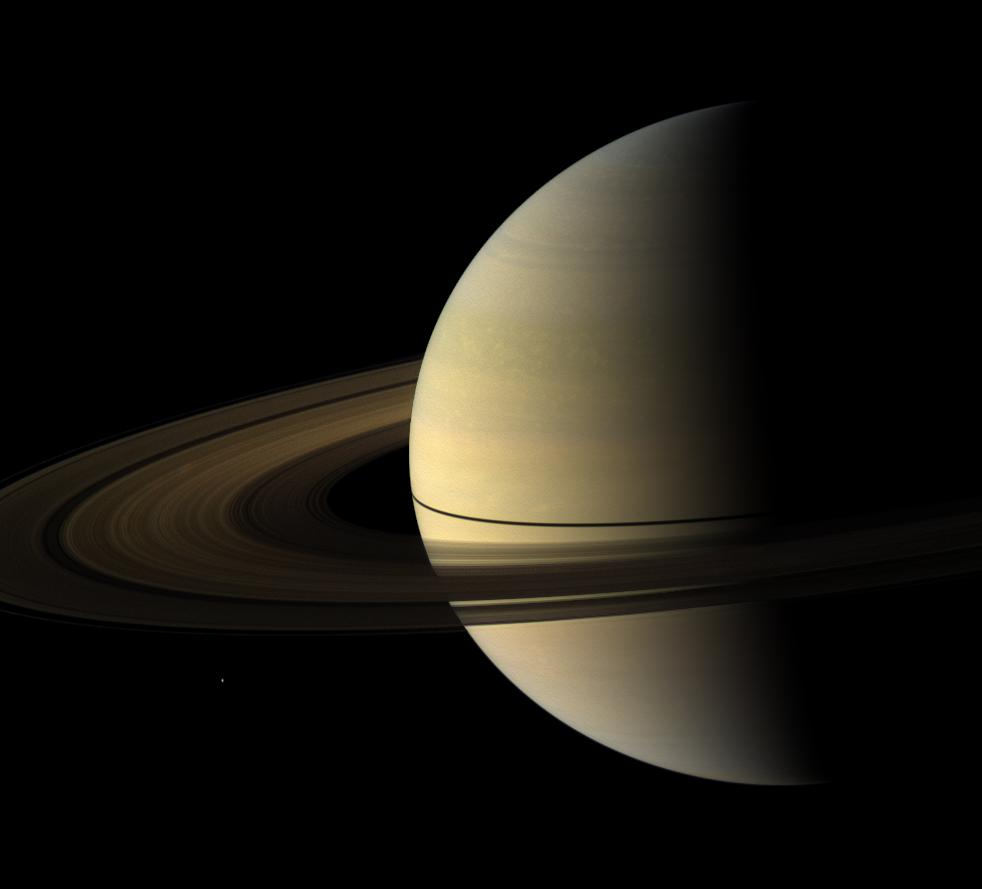
Mimas este punctul alb mic din stânga jos. (Faceți click pentru a mări vederea.)
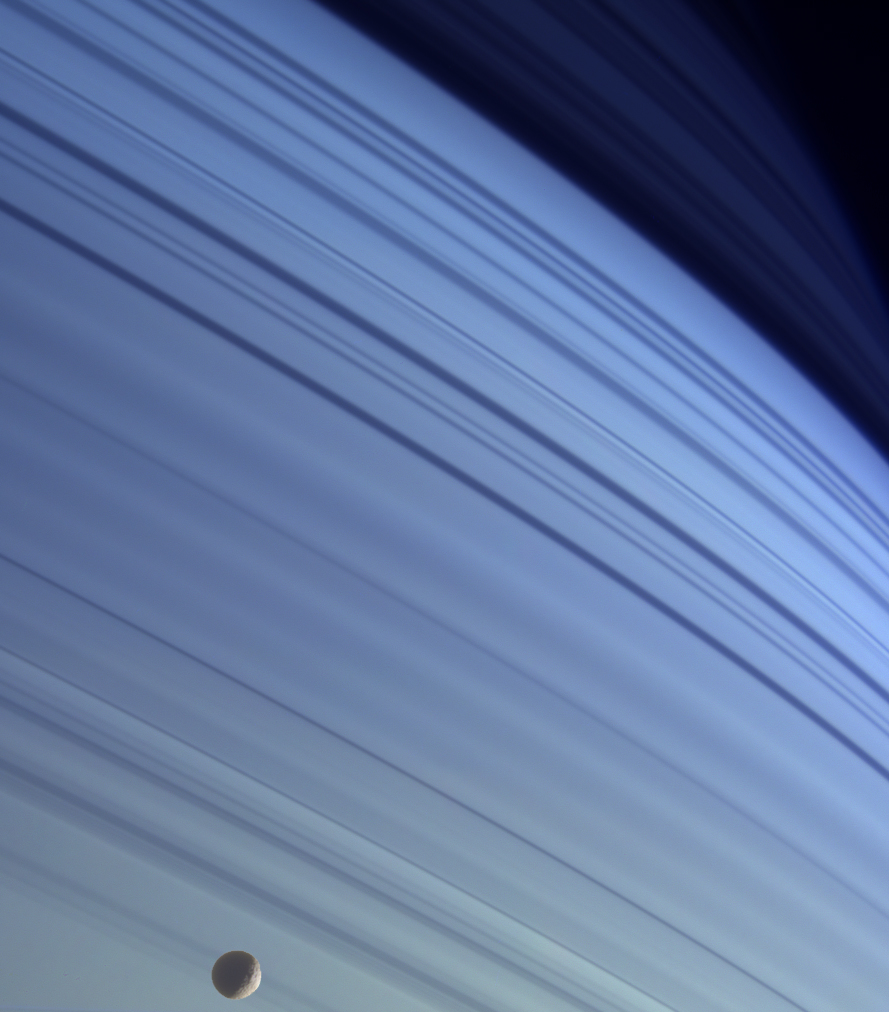
Mimas, siluetat pe latitudinile nordice ale lui Saturn.
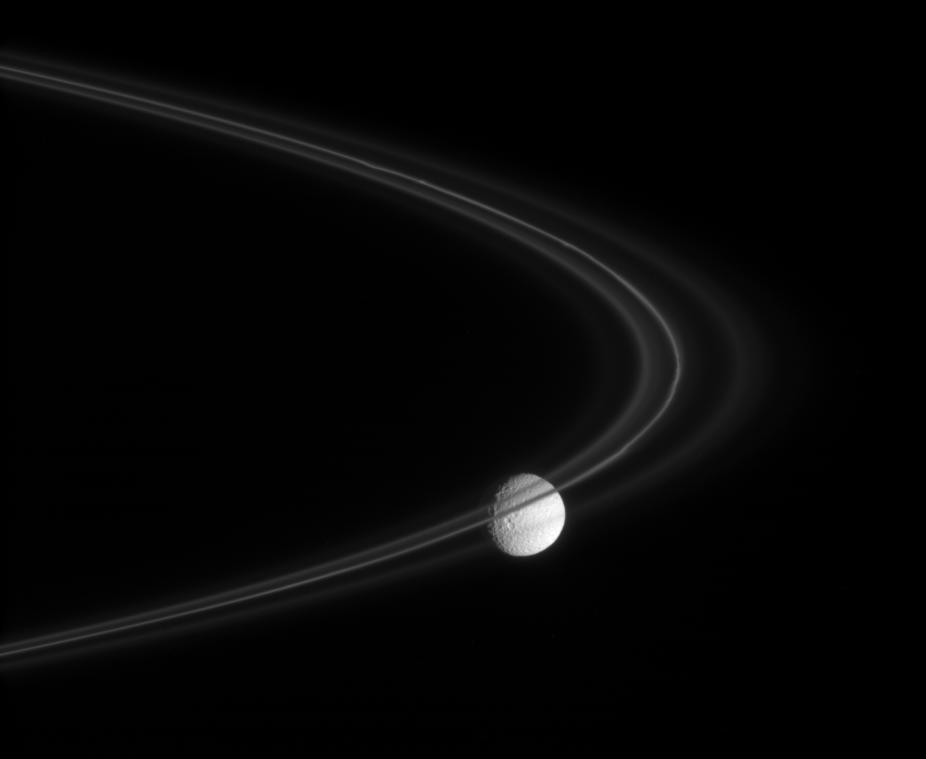
Mimas, în spatele Inelului F.
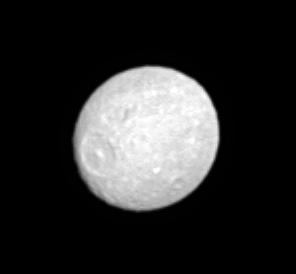
Mimas văzut de Cassini arătând distinctiv în formă de ou.
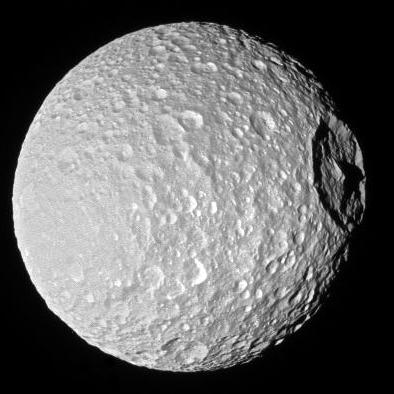
Mimas și munte (22 octombrie 2016).
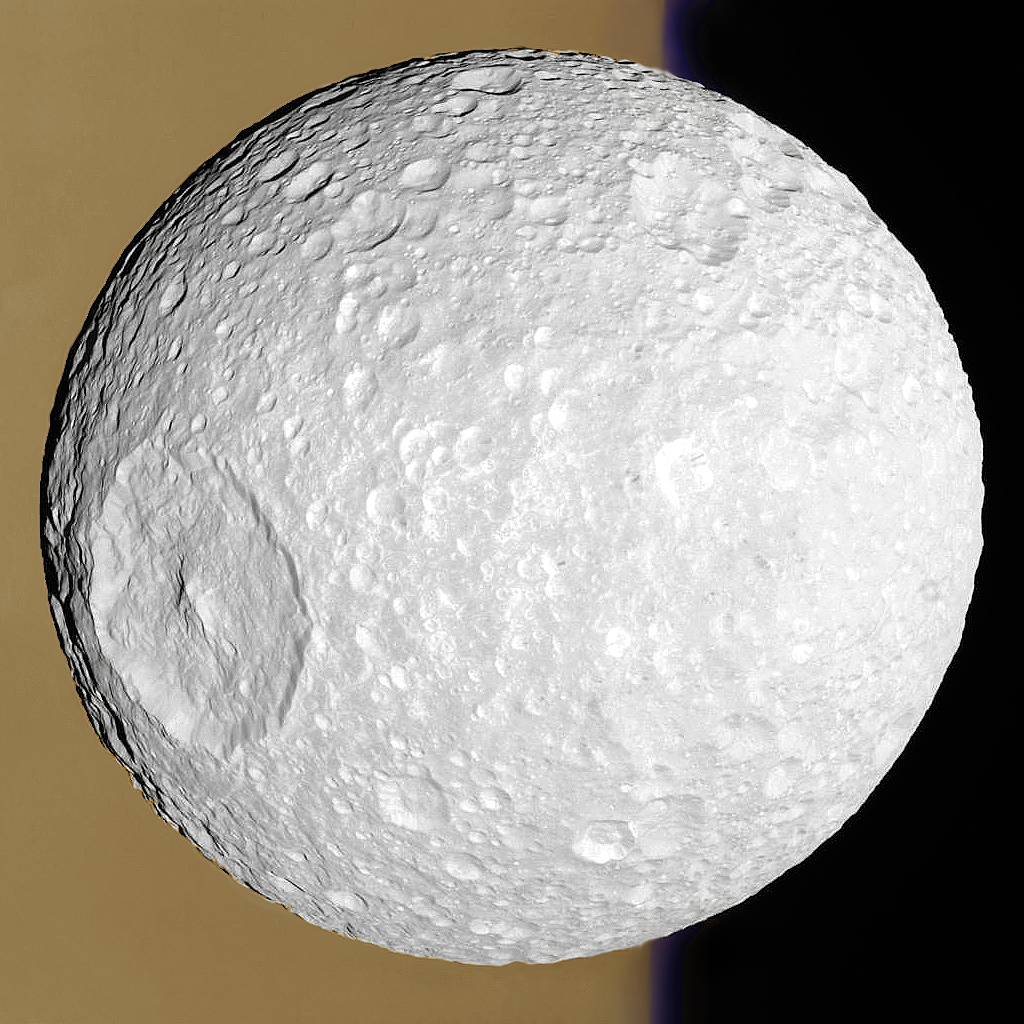
Mimas în fața marginii lui Saturn (culoare adăugată) (13 februarie 2010).
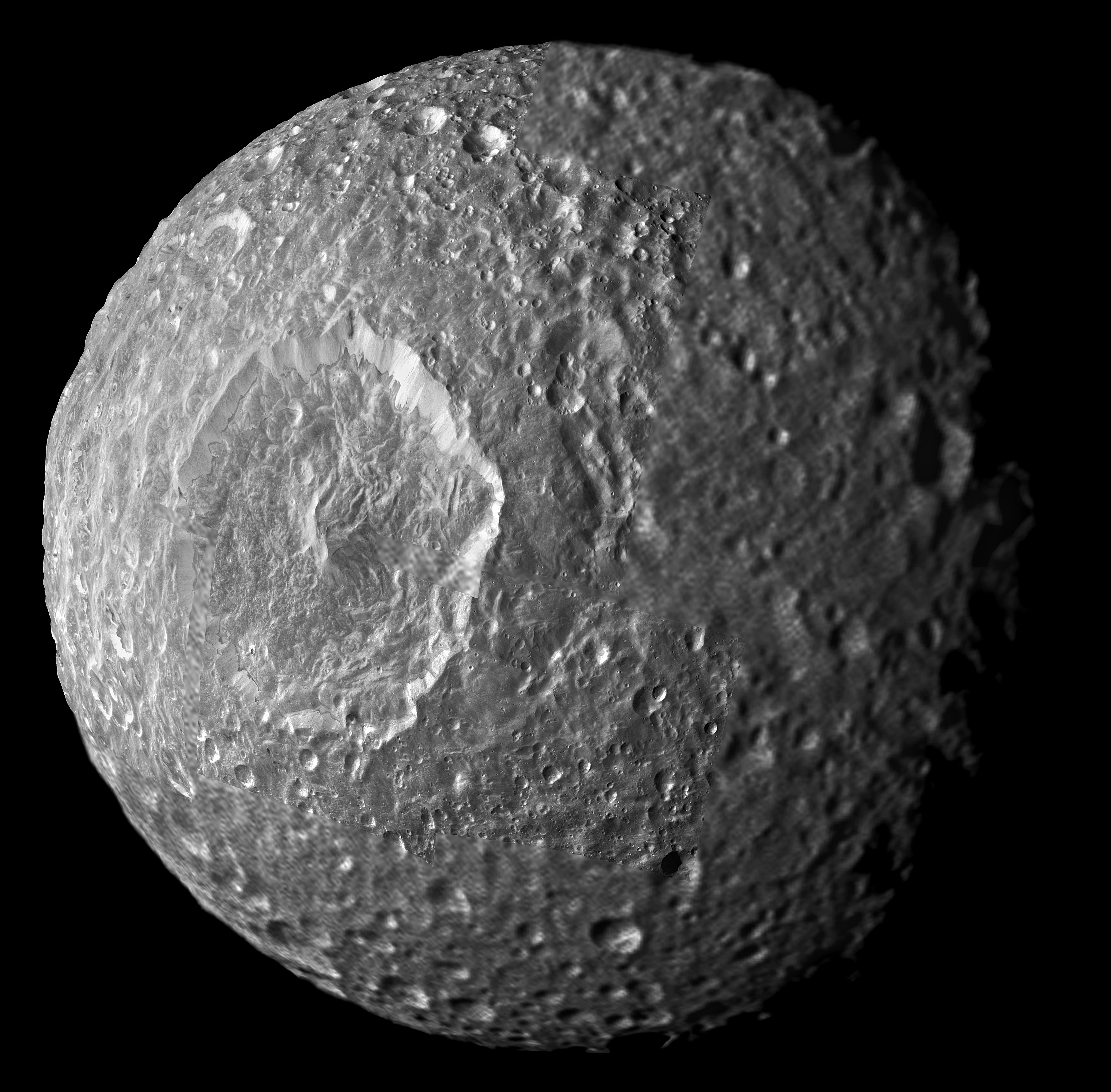
Mozaic cu Mimas cu rezoluție în mare parte înaltă.
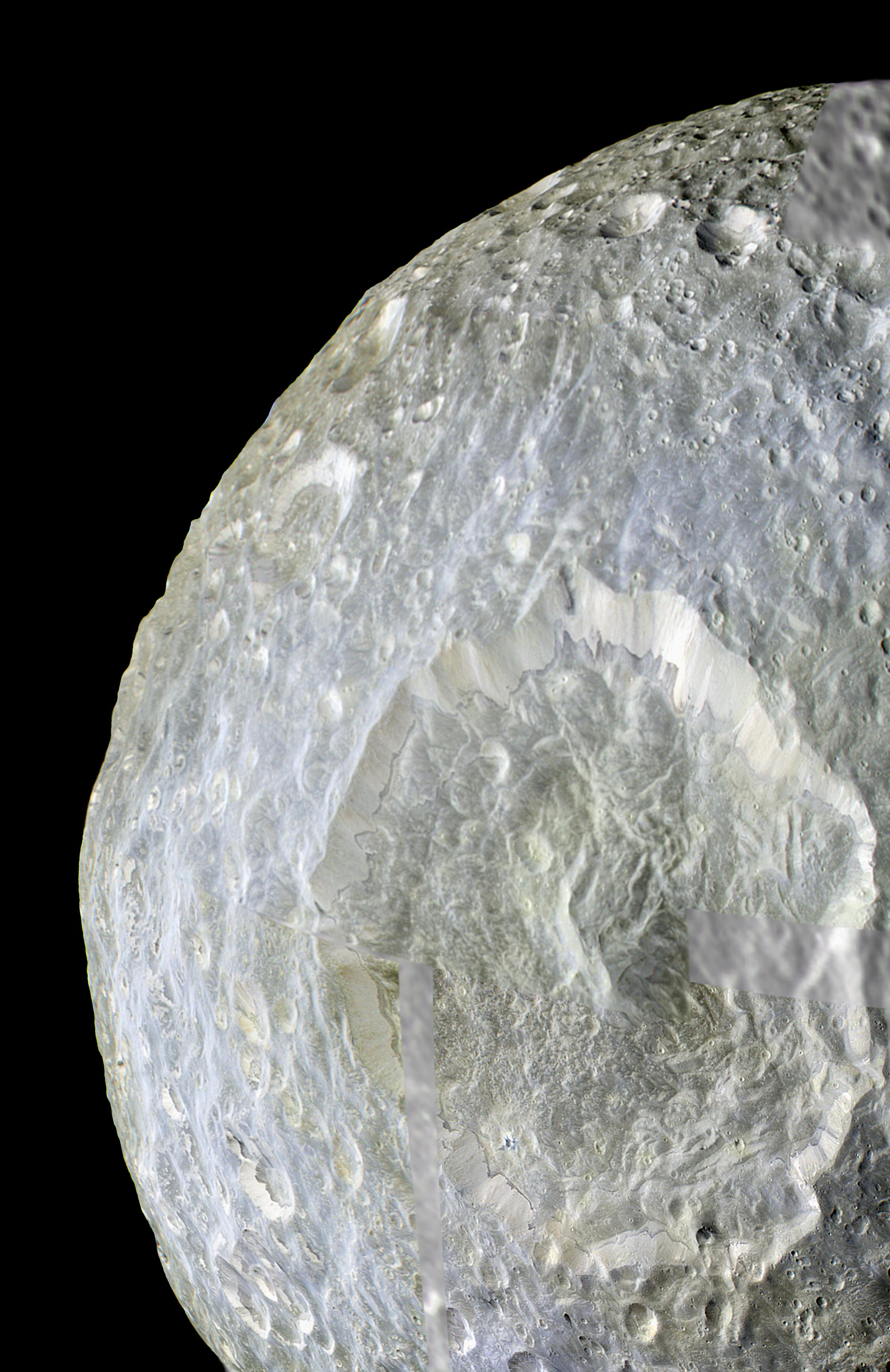
Mimas afișează diferențe subtile de culoare (culoare falsă).
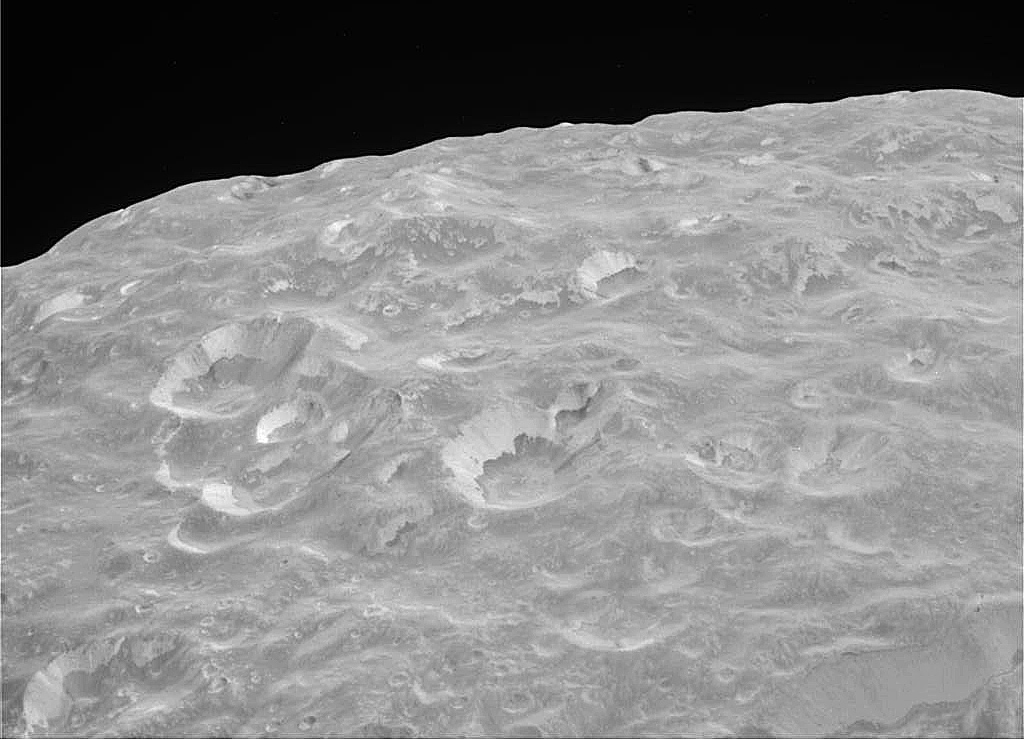
Caracteristicile albedo ale lui Mimas pe marginile craterelor (Herschel la dreapta jos)
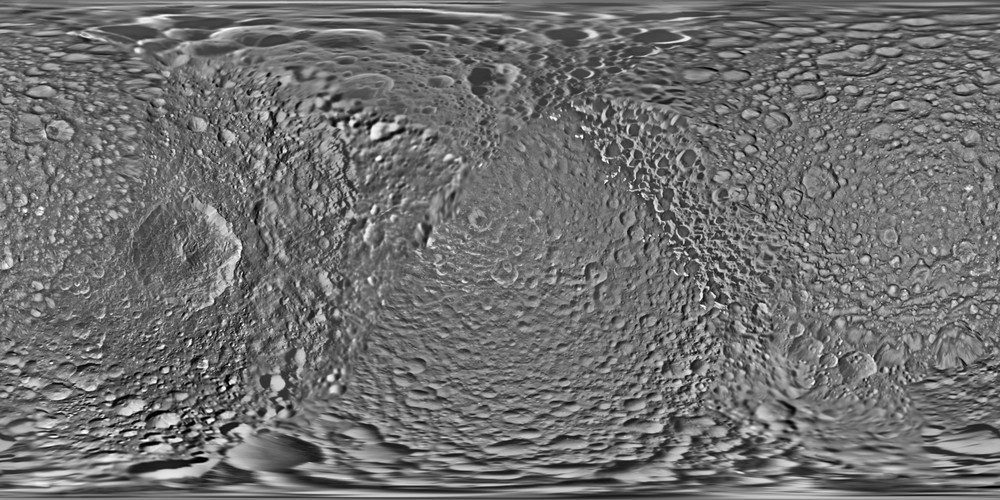
Hartă de textură a lui Mimas
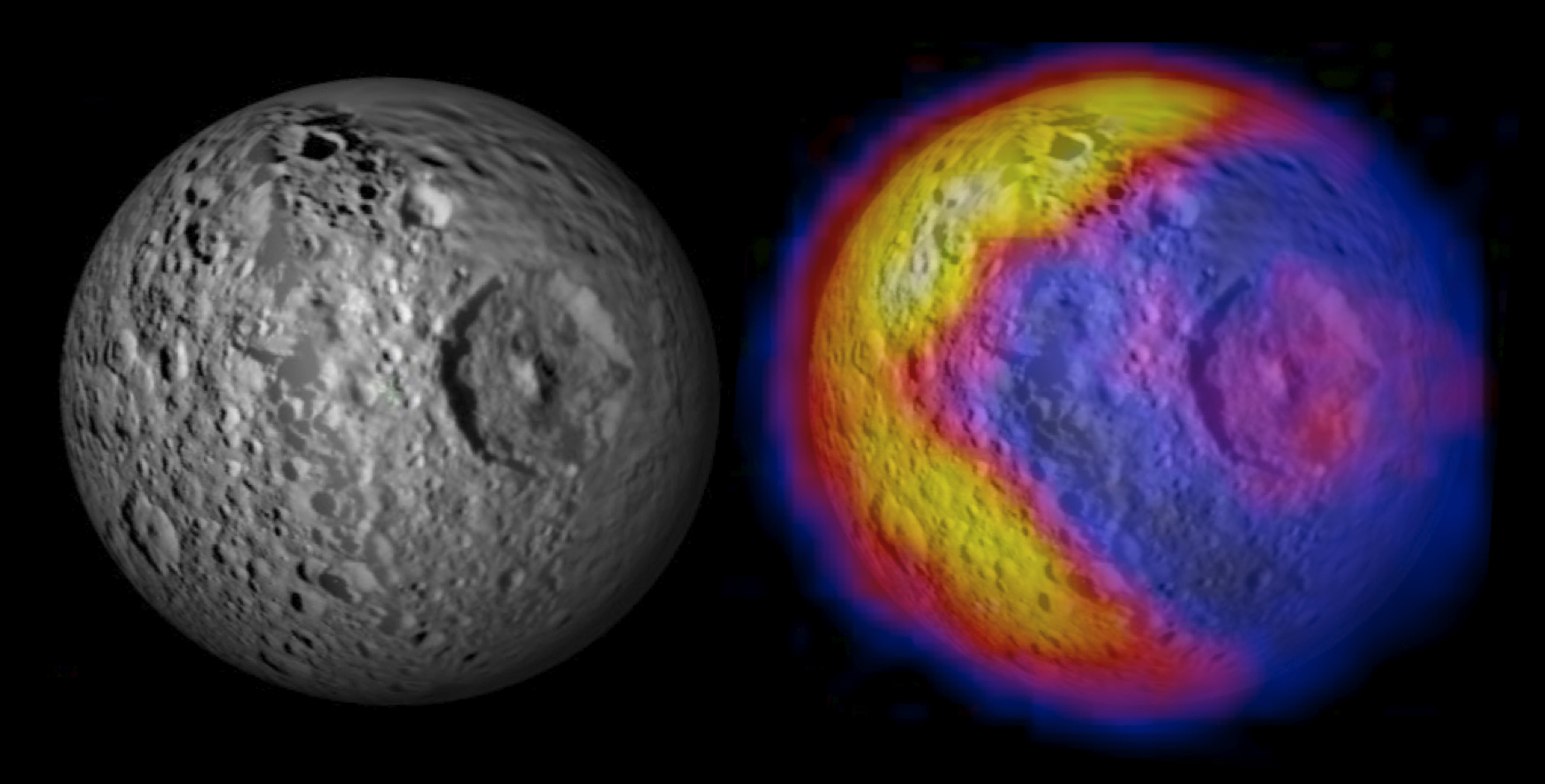
Hartă de temperatură suprapusă cu Mimas, despre care se spune în mod obișnuit că seamănă cu Pac-Man.